# 吕松
吕松（法語：Luçon，法語發音：[lysɔ̃]），法国西部城市，卢瓦尔河地区大区旺代省的一个市镇，隶属于丰特奈勒孔特区，其市镇面积为31.42平方公里，2022年1月1日时人口数量为9,450人，在法国城市中排名第1,075位。
吕松位于旺代省南部，普瓦图沼泽西北缘，永河畔拉罗什和拉罗谢尔两座城市之间。吕松历史上为下普瓦图地区的宗教行政首府，因17世纪法国枢机黎塞留在此担任主教而闻名，现代则是一个区域性的工商业中心。法国男子击剑运动员乔治·德拉法莱兹出生于吕松。

## 地名来源
“吕松”一名最初于公元11世纪时以“Lucio”的形式被记载，该名称来源于拉丁语单词“Lucius”，是某种近海鱼类的名称，其具体指代鱼种尚不明确，吕松的城市徽章上含有此鱼的图案。

## 历史

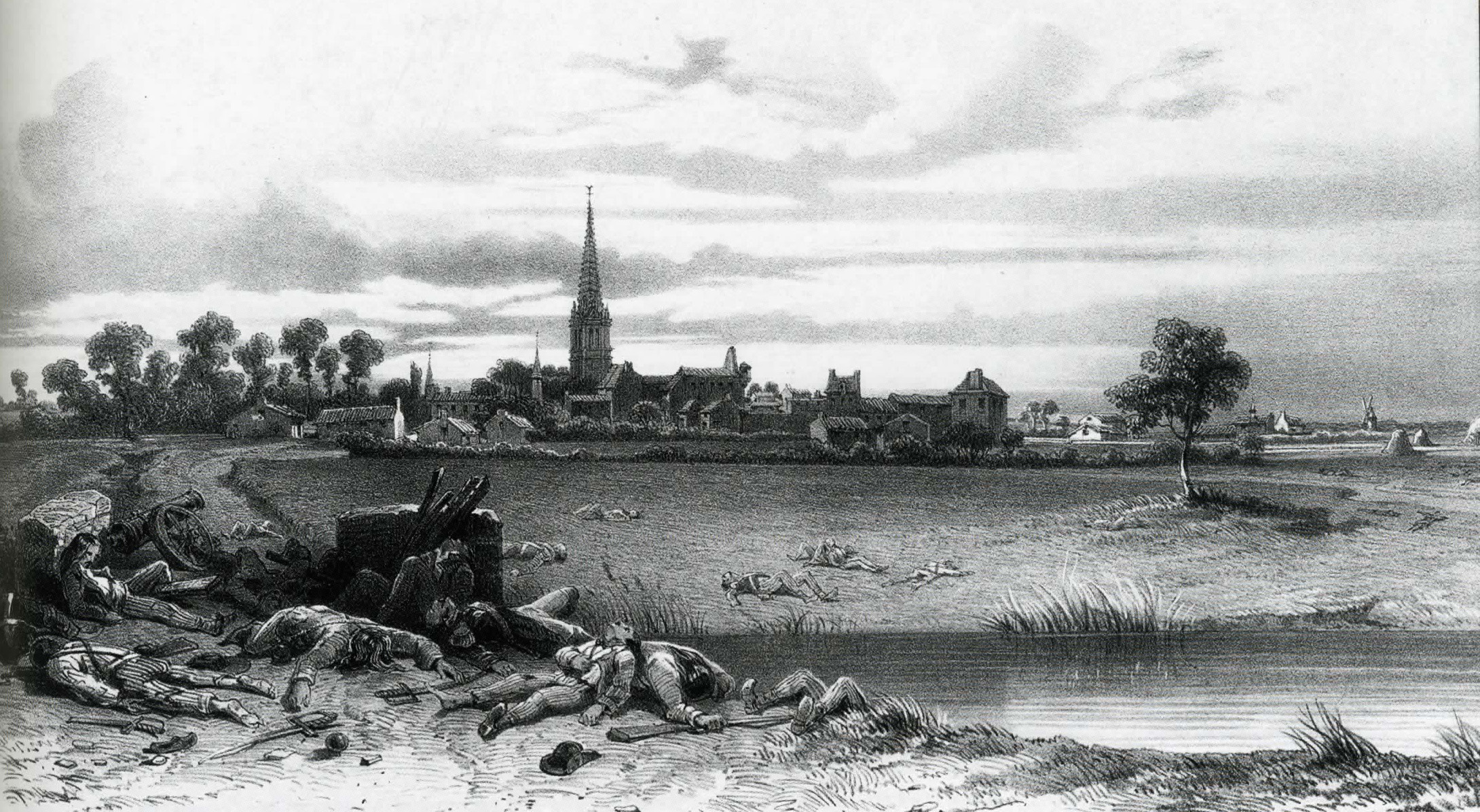
旺代战争当中的第三次吕松战役

吕松的最初记载始于公元七世纪，彼时瑞米耶日的菲利贝尔在此修建了一处修道院，公元9世纪后两次被入侵此地的维京人烧毁。1317年，在若望二十二世的支持下，吕松修道院升级成为主教宫，伯多禄一世（Pierre Ier）成为当地的首任主教，而吕松也成为下普瓦图地区的宗教政治中心。宗教战争期间，吕松遭到了较为严重的破坏，1605年，普莱西的黎塞留的弗朗索瓦四世获得吕松主教职务，该职位自1606年起被其长子黎塞留继承，后者在吕松主持恢复当地的宗教战争中被破坏的经济建设，并在其职能范围内进行宗教改革，逐渐获得法兰西国王路易十三的信任，最终于1623年提名为枢机。法国大革命后，吕松成为旺代省的一个市镇，1793年夏天，旺代军队和共和军在吕松连续发生三次交锋，最终旺代军队失败。工业革命期间，沿大西洋而建的南特－桑特铁路由此通过。吕松市区南部的沼泽地区不利于城市建设，自19世纪起，这一地区的经济文化重心逐渐由吕松转移至旺代省的新省会永河畔拉罗什。2010年2月，桑蒂亚风暴潮重创吕松附近的沿海地区，造成了较为严重的伤亡和财产损失，时任法国总理的弗朗索瓦·菲永在灾后前往吕松进行指挥调研。

## 地理

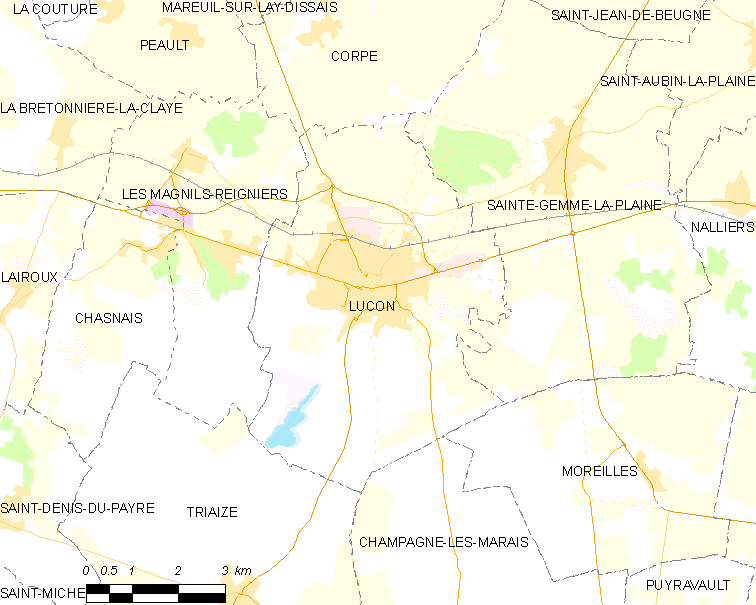
吕松市镇范围地图

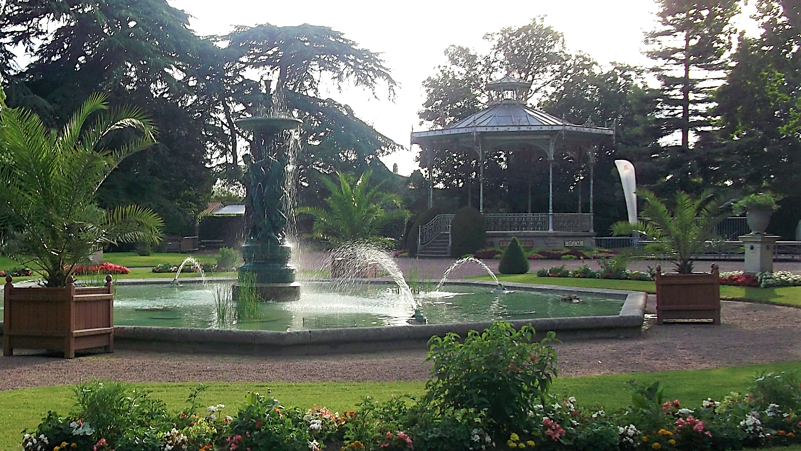
吕松市区的迪曼恩花园

吕松位于法国西部，卢瓦尔河地区大区西南部和旺代省南部，距离省会永河畔拉罗什大约32公里。与吕松接壤的市镇包括：科尔普、尚帕涅莱马赖、莱马尼勒雷尼耶、莫雷耶、圣热姆拉普莱讷、特里艾兹。

### 地形
吕松位于旺代博卡日南部边缘地带，境内以平原为主，市镇中心地势较为平坦，北部略有起伏，全境海拔在1到40米之间。

### 水文
吕松市区以南的普瓦图沼泽渠流纵横，并有人工开凿的吕松运河可连接大西洋。

### 植被
吕松属于温带落叶林区，市区内的主要绿地公园包括迪曼恩花园（Jardin Dumaine）和教堂花园（Jardin de Cathédrale）等，均常年免费向公众开放。
在鲜花城市的评比中，吕松被评为2星级鲜花城市。

### 气候
吕松在柯本气候分类法中属于温带海洋性气候。
吕松附近设有气象站，以下为该气象站的数据（其中日照数据取自永河畔拉罗什）：
| 吕松1981年－2019年  | 吕松1981年－2019年 | 吕松1981年－2019年 | 吕松1981年－2019年 | 吕松1981年－2019年 | 吕松1981年－2019年 | 吕松1981年－2019年 | 吕松1981年－2019年 | 吕松1981年－2019年 | 吕松1981年－2019年 | 吕松1981年－2019年 | 吕松1981年－2019年 | 吕松1981年－2019年 | 吕松1981年－2019年 |
| 月份                | 1月                | 2月                | 3月                | 4月                | 5月                | 6月                | 7月                | 8月                | 9月                | 10月               | 11月               | 12月               | 全年               |
| ------------------- | ------------------ | ------------------ | ------------------ | ------------------ | ------------------ | ------------------ | ------------------ | ------------------ | ------------------ | ------------------ | ------------------ | ------------------ | ------------------ |
| 历史最高温 °C（°F） | 16.4 (61.5)        | 21.2 (70.2)        | 25.2 (77.4)        | 30 (86)            | 35 (95)            | 38 (100)           | 38.9 (102.0)       | 39.7 (103.5)       | 35.8 (96.4)        | 30.8 (87.4)        | 22.9 (73.2)        | 19.8 (67.6)        | 39.7 (103.5)       |
| 平均高温 °C（°F）   | 9.1 (48.4)         | 10.3 (50.5)        | 13.5 (56.3)        | 16.1 (61.0)        | 20 (68)            | 23.6 (74.5)        | 25.8 (78.4)        | 25.8 (78.4)        | 23 (73)            | 18.3 (64.9)        | 12.9 (55.2)        | 9.6 (49.3)         | 17.3 (63.1)        |
| 日均气温 °C（°F）   | 5.9 (42.6)         | 6.4 (43.5)         | 8.9 (48.0)         | 10.9 (51.6)        | 14.7 (58.5)        | 17.9 (64.2)        | 19.7 (67.5)        | 19.6 (67.3)        | 16.9 (62.4)        | 13.6 (56.5)        | 9 (48)             | 6.3 (43.3)         | 12.5 (54.5)        |
| 平均低温 °C（°F）   | 2.6 (36.7)         | 2.5 (36.5)         | 4.2 (39.6)         | 5.7 (42.3)         | 9.4 (48.9)         | 12.1 (53.8)        | 13.6 (56.5)        | 13.3 (55.9)        | 10.8 (51.4)        | 8.9 (48.0)         | 5 (41)             | 2.9 (37.2)         | 7.6 (45.7)         |
| 历史最低温 °C（°F） | −15 (5)            | −13.8 (7.2)        | −9.1 (15.6)        | −5 (23)            | −1.8 (28.8)        | 1.9 (35.4)         | 4 (39)             | 4.5 (40.1)         | 0.5 (32.9)         | −2 (28)            | −8 (18)            | −11 (12)           | −15 (5)            |
| 平均降水量 mm（）   | 83.8 (3.30)        | 62.3 (2.45)        | 58.3 (2.30)        | 66.3 (2.61)        | 61.2 (2.41)        | 43.4 (1.71)        | 47.2 (1.86)        | 42 (1.7)           | 68.6 (2.70)        | 102.8 (4.05)       | 92.2 (3.63)        | 94.8 (3.73)        | 822.9 (32.40)      |
| 月均日照時數        | 72.4               | 102.8              | 145.4              | 171.1              | 198.8              | 230.6              | 232.3              | 229.7              | 194.2              | 124.1              | 81.2               | 69.4               | 1,852              |
| 来源：infoclimat.fr |                    |                    |                    |                    |                    |                    |                    |                    |                    |                    |                    |                    |                    |

## 行政区划
吕松是法国卢瓦尔河地区大区旺代省的一个市镇，编号为85128。吕松隶属于丰特奈勒孔特区和旺代省第五选区，管理吕松县，同时也是南旺代滨海市镇公共社区的办公驻地。
法国国家统计与经济研究所（简称）在进行数据统计时，将吕松单独设为吕松城市核心区，并将包括核心区在内的周边共3个市镇划为吕松城市区。自2020年起，吕松城市区被包含13个市镇的吕松城市辐射区代替。此外，还将吕松市镇分为了4个“块区”（IRIS），以便于统计人口分布情况。

## 交通

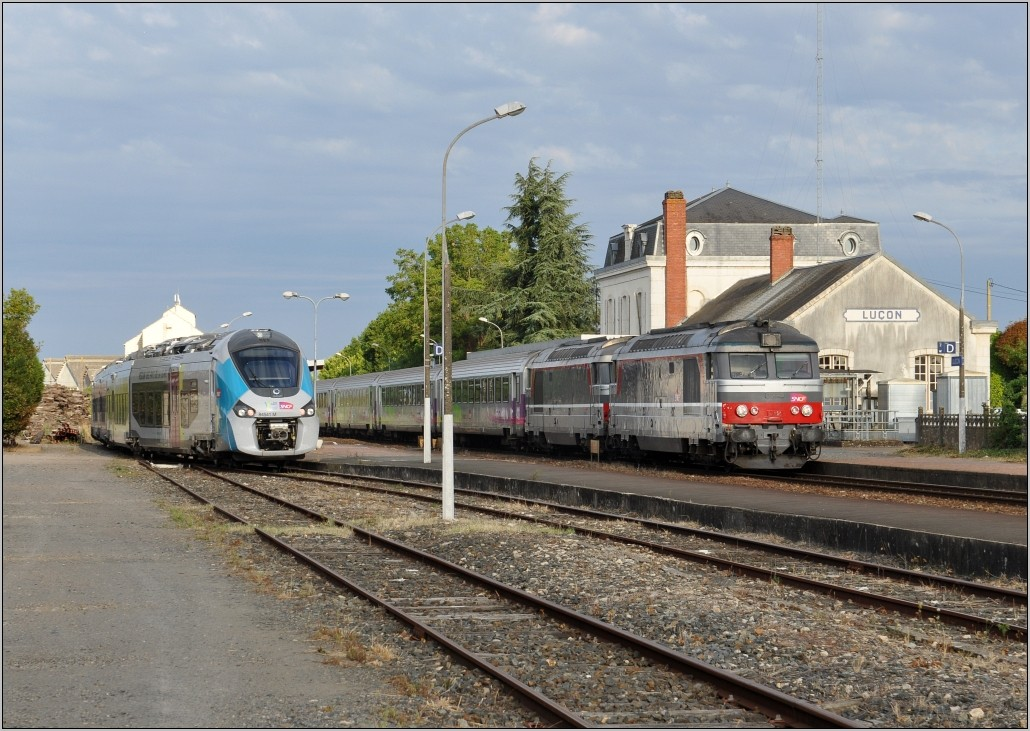
吕松火车站站内的股道

### 公路
A83高速公路的7号出入口距离吕松市区大约13公里，此外有多条旺代省省道在吕松境内交汇。卢瓦尔河地区大区下属的旺代省城际客运提供多条途径吕松的巴士线路，可前往永河畔拉罗什、丰特奈勒孔特、莱萨布勒多洛讷以及拉罗谢尔。
2017年，71.2%的吕松家庭拥有至少一辆私人汽车。2019年，吕松境内共发生各类交通事故1起，造成1人受伤。

### 铁路
吕松位于南特－桑特铁路上。吕松站位于市区北部，该站停靠往返于南特和波尔多一线的城际列车，以及少量往返于南特和拉罗谢尔之间的区域列车。

### 航空
距离吕松最近的民用航空站为拉罗谢尔机场，距离吕松市中心的公路里程约45公里。

### 城市公共交通
截至2021年5月，吕松暂无城市公共交通系统。

## 政治

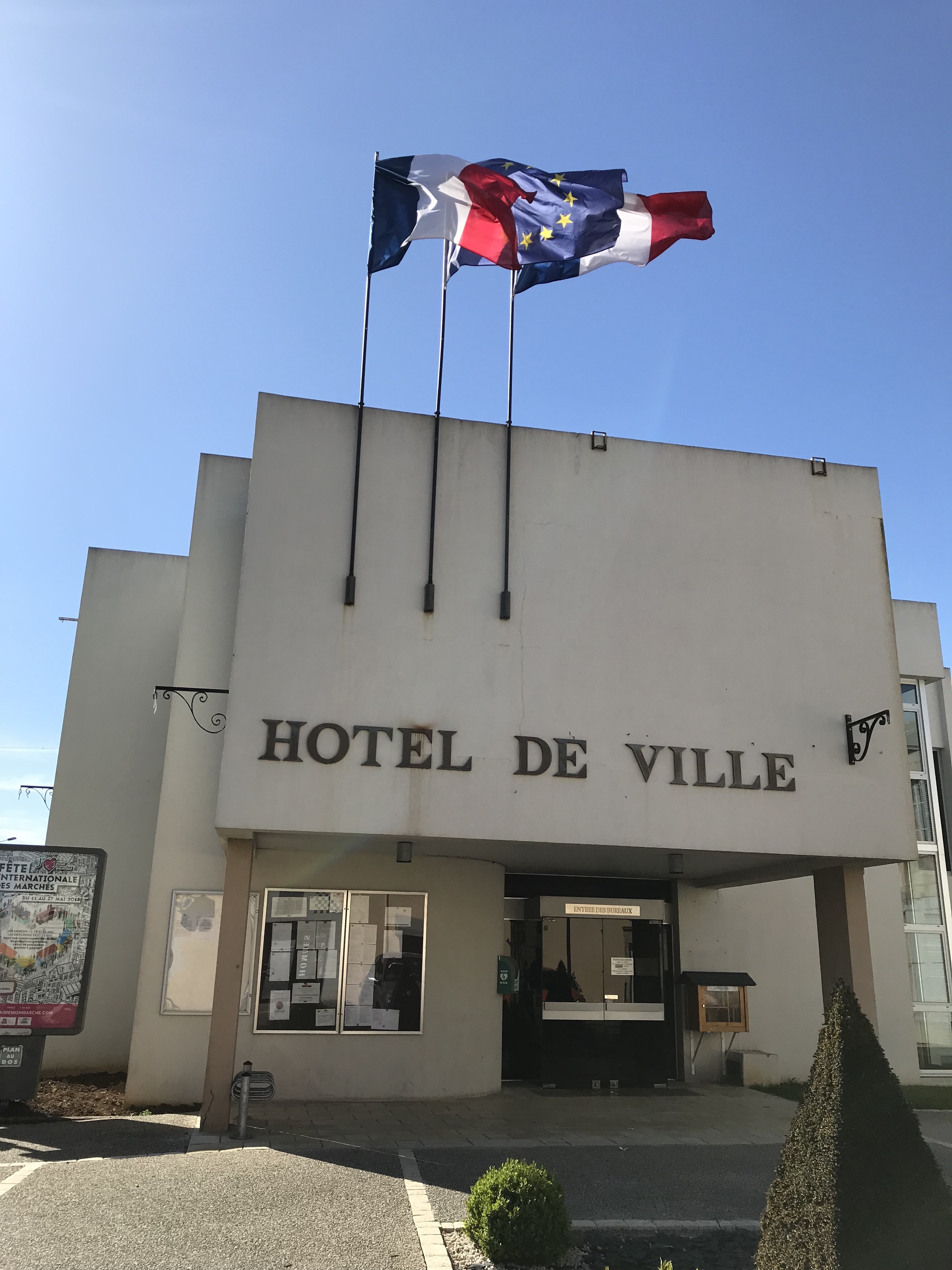
吕松市政厅

吕松的现任市长为多米尼克·博南先生（Dominique Bonnin），他是一名右翼无党派人士的一名成员，在2020年的市政选举中获得了61.8%的支持率。
在2017年的法国总统大选中，法国第25任总统埃马纽埃尔·马克龙在吕松获得了68.27%的支持率。
| 吕松历届市长   |                                                     |                                            |
| 任期           | 市长                                                | 党派                                       |
| 1944年－1947年 | Adolphe Pabœuf 阿多尔夫·帕博夫                      | RAD激进党                                  |
| 1947年－1953年 | Gustave Nicollon des Abbayes 居斯塔夫·尼科隆·代萨拜 | 不详                                       |
| 1953年－1971年 | Pierre Nau 皮埃尔·诺                                | RAD激进党                                  |
| 1971年－1993年 | Jean de Mouzon 让·德穆宗                            | PRG左派激進黨                              |
| 1993年－1995年 | François Dauvergne 弗朗索瓦·多韦尔涅                | DVG左翼无党派人士                          |
| 1995年－2001年 | Dominique Souchet 多米尼克·苏谢                     | MPF保卫法国运动                            |
| 2001年－2020年 | Pierre-Guy Perrier 皮埃尔-居伊·佩里耶               | RPR保衛共和聯盟 →UMP人民运动联盟 →LR共和黨 |
| 2020年－       | Dominique Bonnin 多米尼克·博南                      | DVD右翼无党派人士                          |

## 人口
2018年，吕松市镇人口数量为9,576，在法国排名第1,075位。其中男性4,491人，女性5,049人，75岁及以上人口占14.9%，外籍人口数量为2,054人，人口密度为304人/平方公里，当地居民被称为（男性）或（女性）。2019年，吕松境内出生48人，死亡人口155人。
| 年份   | 1936  | 1946  | 1954  | 1962  | 1968  | 1975  | 1982  | 1990  | 1999  | 2006  | 2007  | 2012  | 2017  |
| ------ | ----- | ----- | ----- | ----- | ----- | ----- | ----- | ----- | ----- | ----- | ----- | ----- | ----- |
| 人口數 | 7,035 | 7,526 | 7,839 | 7,599 | 8,243 | 9,002 | 9,066 | 9,099 | 9,311 | 9,682 | 9,722 | 9,437 | 9,576 |

## 经济
吕松是旺代省的一个区域性中心城市，当地共有各类用人单位1,330家，平均历史为17年，其中98.63%为中小型企业（PME）。（大型零售）、（建筑材料生产）及（零售）是当地2019年营业额最高的三个企业，分别为88,890,593欧元、69,550,176欧元和33,743,115欧元。

## 财政收入
2019年，吕松的财政收入总额为11,214,300欧元，财政支出总额为8,821,940欧元，当年的债务总额为14,126,400欧元。2020年，吕松共获得1,518,859欧元的国家财政补助，比上一年增加了0.01%。
2017年，吕松的人均月收入总额为1,886欧元，其中高级职员为3,467欧元，低于法国平均水平（4,214欧元）；中级职员为2,108欧元，低于法国平均水平（2,353欧元）；普通职员为1,550欧元，亦低于法国平均水平（1,690欧元）。
2017年，吕松境内的青壮年（15至64岁）失业率为18.7%，当地44.5%的家庭拥有纳税资格，平均纳税2,170欧元，低于法国平均水平（3,888欧元）。

## 社会事务

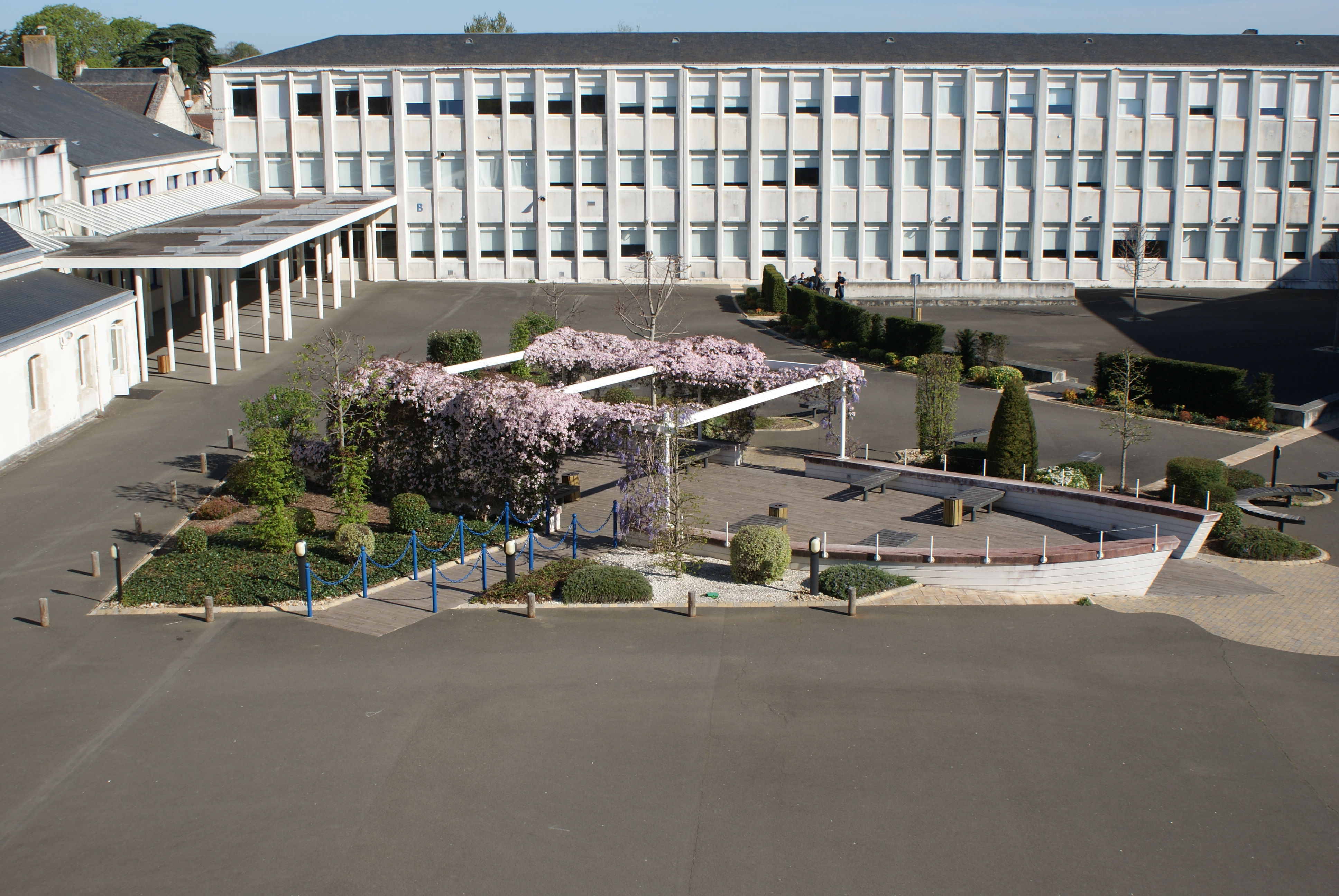
吕松大西洋高级中学

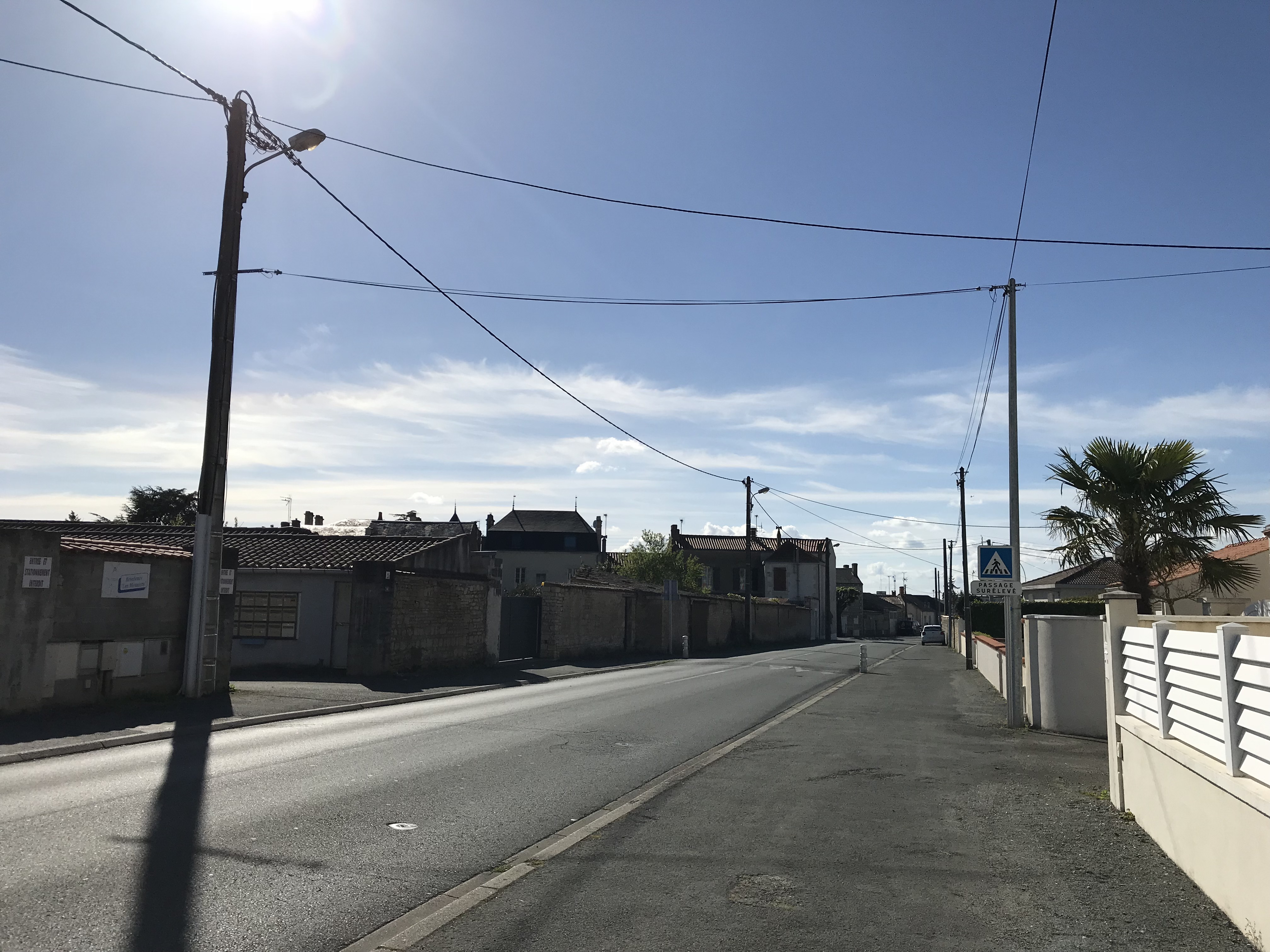
吕松附近的居民区

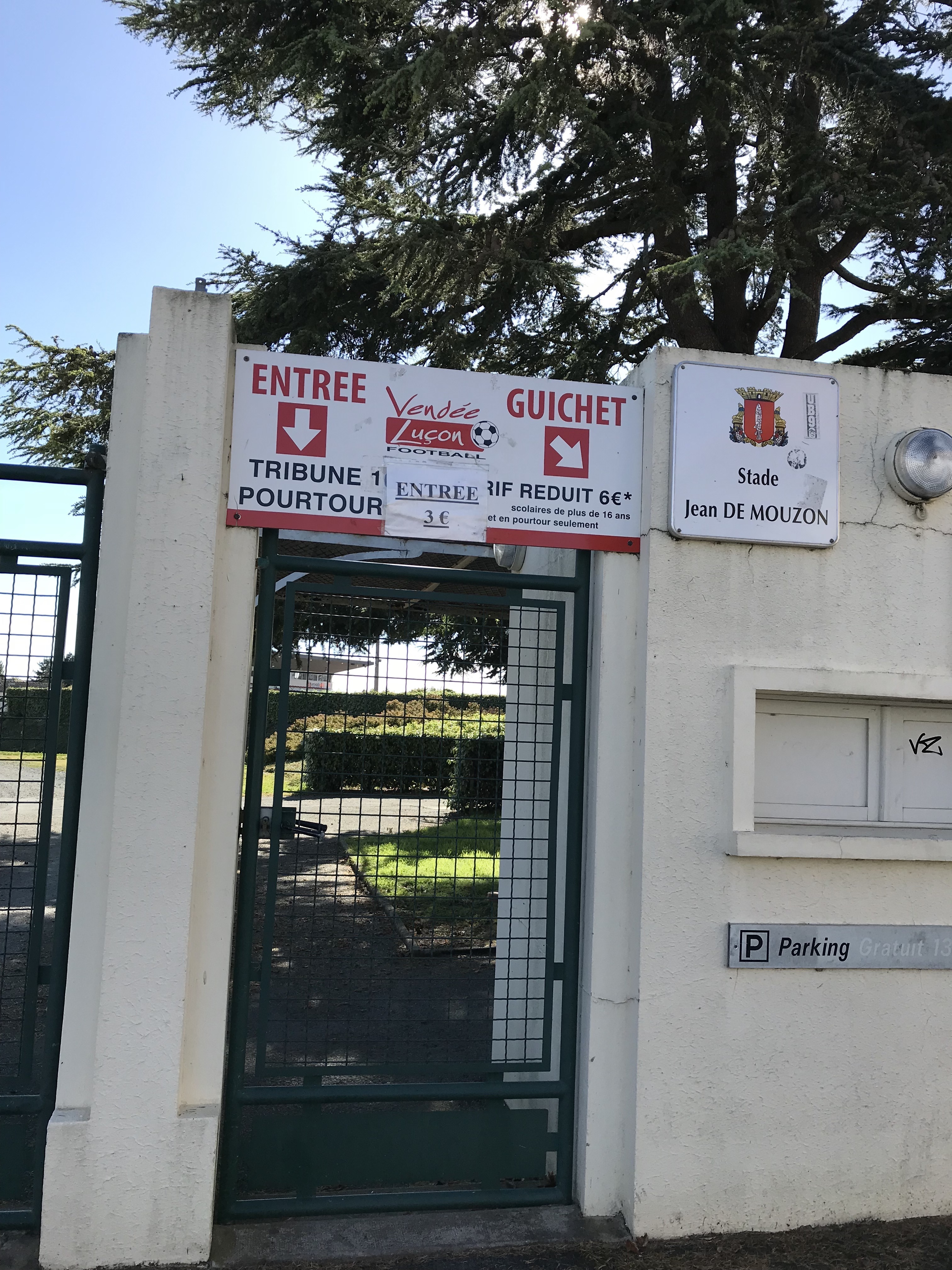
让·德穆宗球场

### 教育
吕松属于南特学区。截止2019年1月1日，吕松境内共有1所幼儿园、3所小学、3所初级中学、2所普通高中和1所农业高中。2018至2019学年度，吕松境内共有在校中等教育阶段学生2,616名。

### 医疗
截止2019年1月1日，吕松境内共有全科医生11名、保健师13名、牙医11名、护士10名、眼科医生2名、皮肤科医生2名和助产士3名。境内共有药房4家、养老院1家、残疾人帮扶中心5家。
吕松是旺代省中心医院（Centre Hospitalier Départemental Vendée）的服务范围，后者是法国的一个区域性医疗机构，其主病区位于省会永河畔拉罗什，在吕松设有一个包含119个床位的病区，是当地规模最大的公立综合性医院。

### 住房
2017年，吕松境内共有各类住房5,592套，其中71.1%为独立式居民区，27.9%为集中式居民区。常住房屋占吕松市镇范围内居民建筑总量的85.3%。
在住房保障政策方面，2017年，吕松境内共有1,217户家庭获得了住房经济补助，受益人数占总人口数量的12.8%，其中1,163份为房租补助。

### 商业
2019年，吕松境内共有各类实体商铺264家，其中餐厅37家、大型超市9家、杂货店5家、面包房8家、肉铺4家、书店2家、银行门店7家、美容美发店20家、汽车维修店12家。市区东部建有大型开放式商业街区，有E.Leclerc、Netto、Gifi等超市；市区西部还有一家Intermarché综合商场。

### 体育
2019年，吕松境内共有2家游泳池、5间体育馆、1座综合体育场、14处网球场、1处马术场、2处足球或橄榄球场以及3处篮球或排球场。
吕松足球俱乐部是当地的一支足球队，成立于1924年，曾于2013至2016年间参加法国全国联赛（法丙），后因财政原因被勒令降级，2021至2022赛季参加卢瓦尔河地区大区足球联赛，其主场让·德穆宗球场可同时容纳5,500名观众，是当地规模最大的体育设施。此外当地还有“吕松青年体育联盟”（GJ Luçon USMT ESCL），2021至2022赛季参加旺代省足球联赛。

### 环境
吕松的环境事务由其所属的公共社区负责。2019年，吕松境内共有1家污染企业。

### 治安
2019年，吕松市镇范围内有1处宪兵队。
2014年，吕松及附近地区共发生各类案件3,738起，其中盗窃类案件2,401起，经济类案件404起，毒品交易类案件160起。

## 文化
2019年，吕松境内有1家电影院。吕松市政府提供多媒体中心，向公众全年开放。

### 建筑
吕松境内有多处历史建筑，其中圣母升天大教堂、吕松水塔等为法国国家文物保护单位。

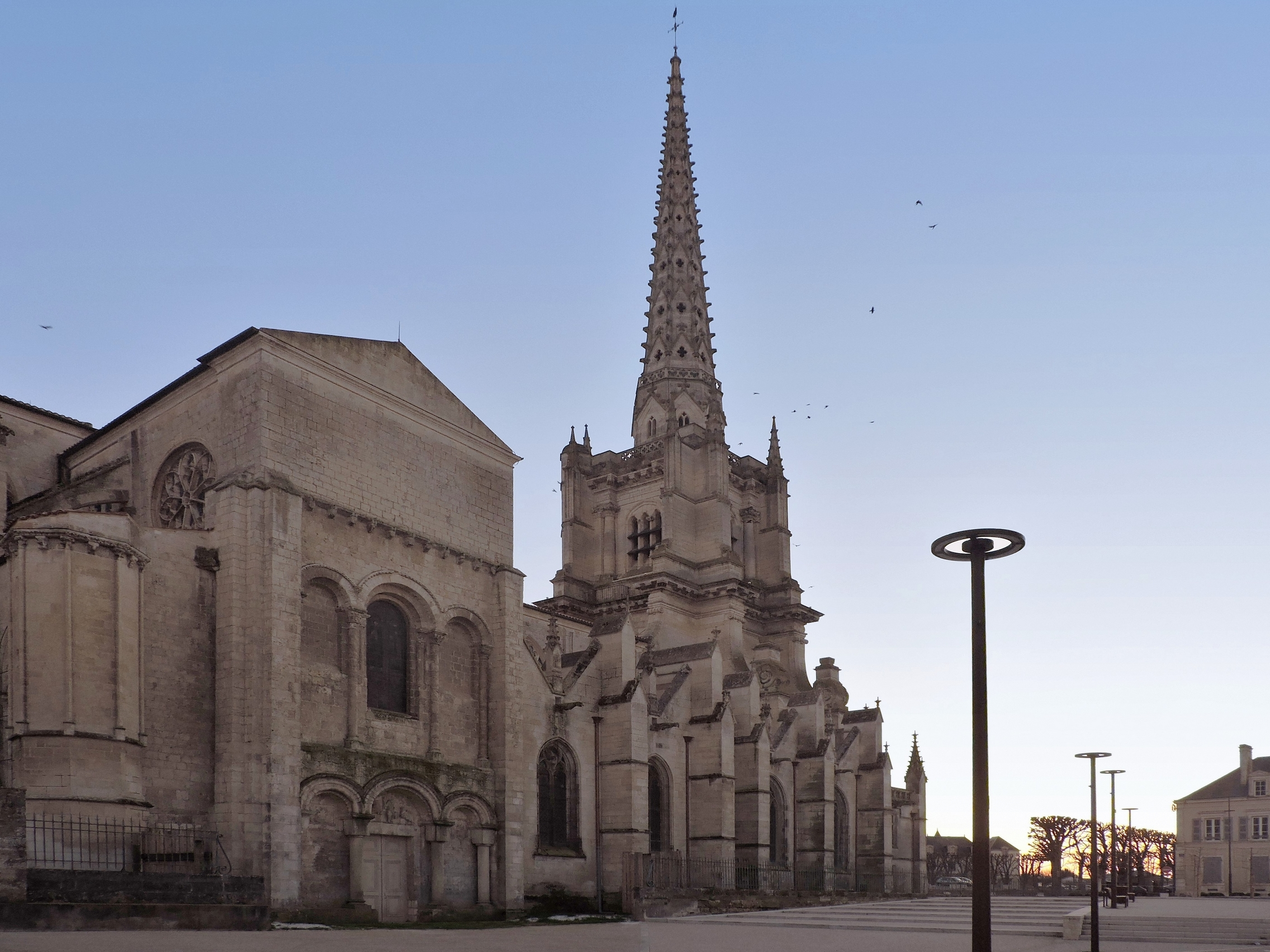
圣母升天大教堂（法语：Cathédrale Notre-Dame-de-l'Assomption de Luçon）
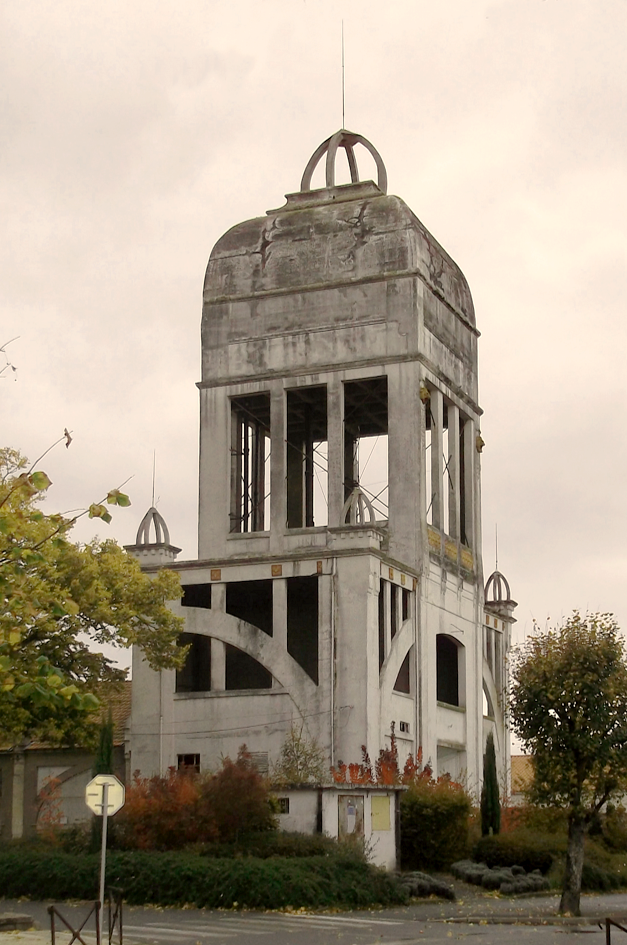
吕松水塔（法语：Château d'eau de Luçon）
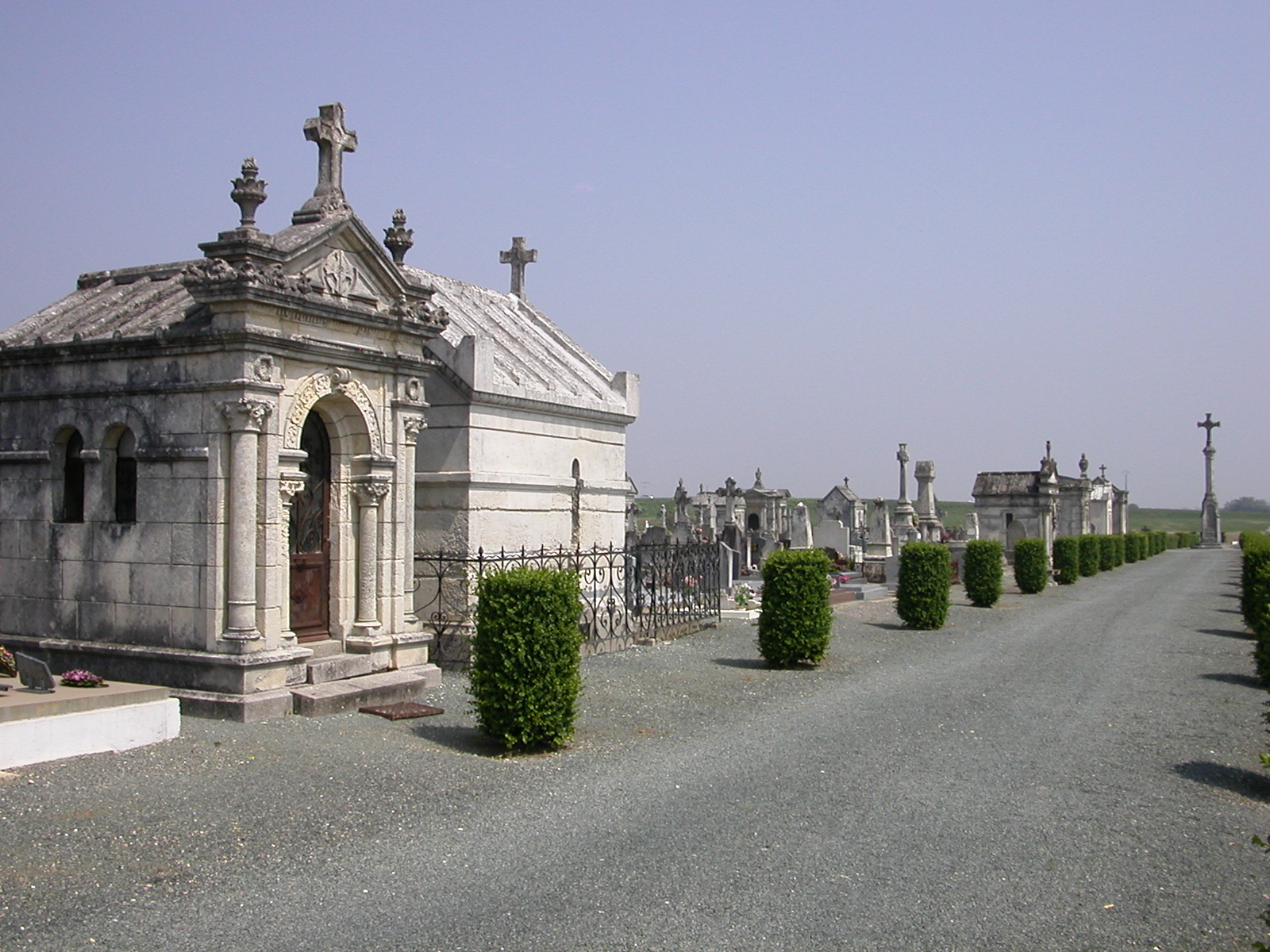
市政公墓
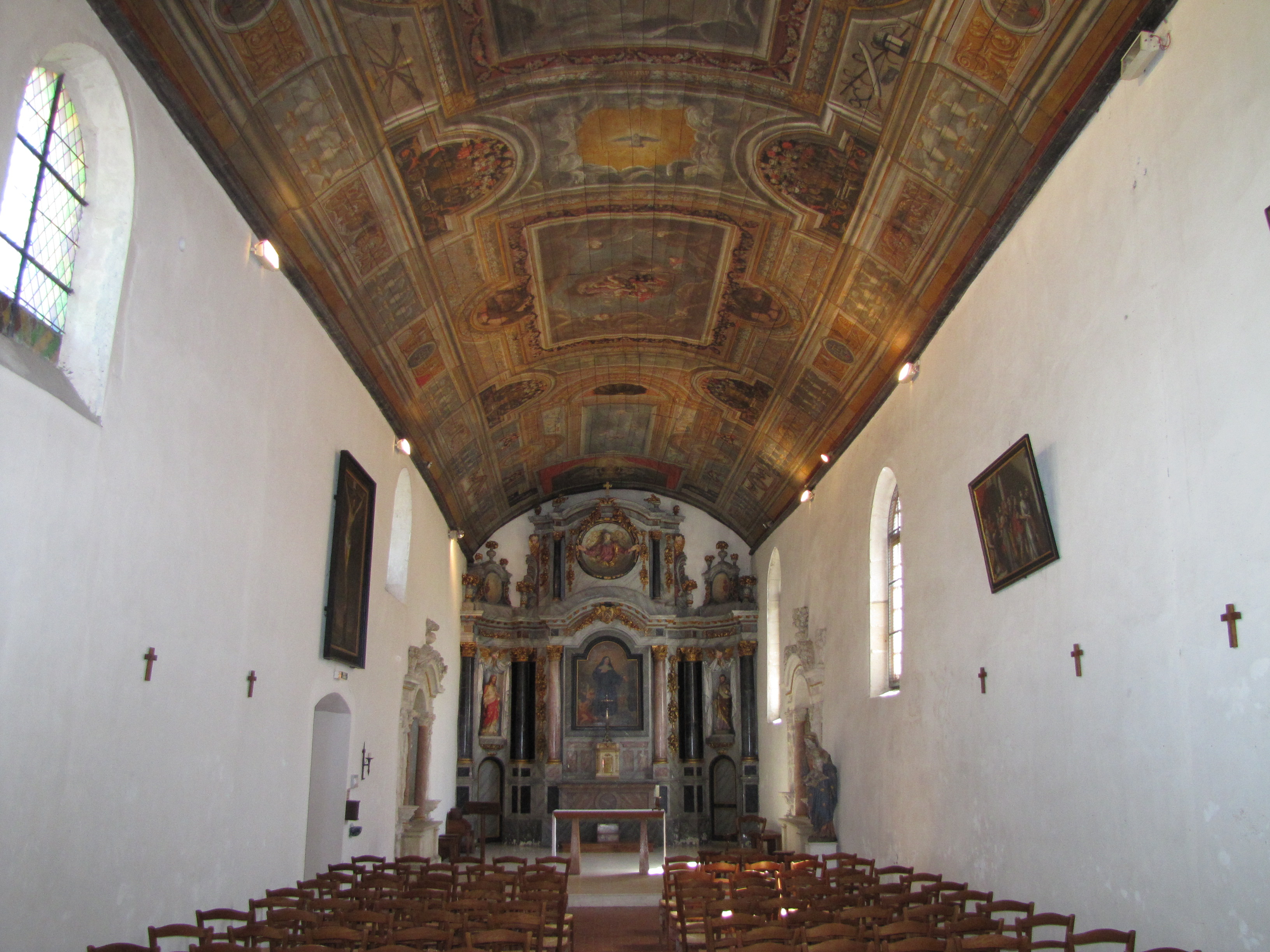
于叙林会堂
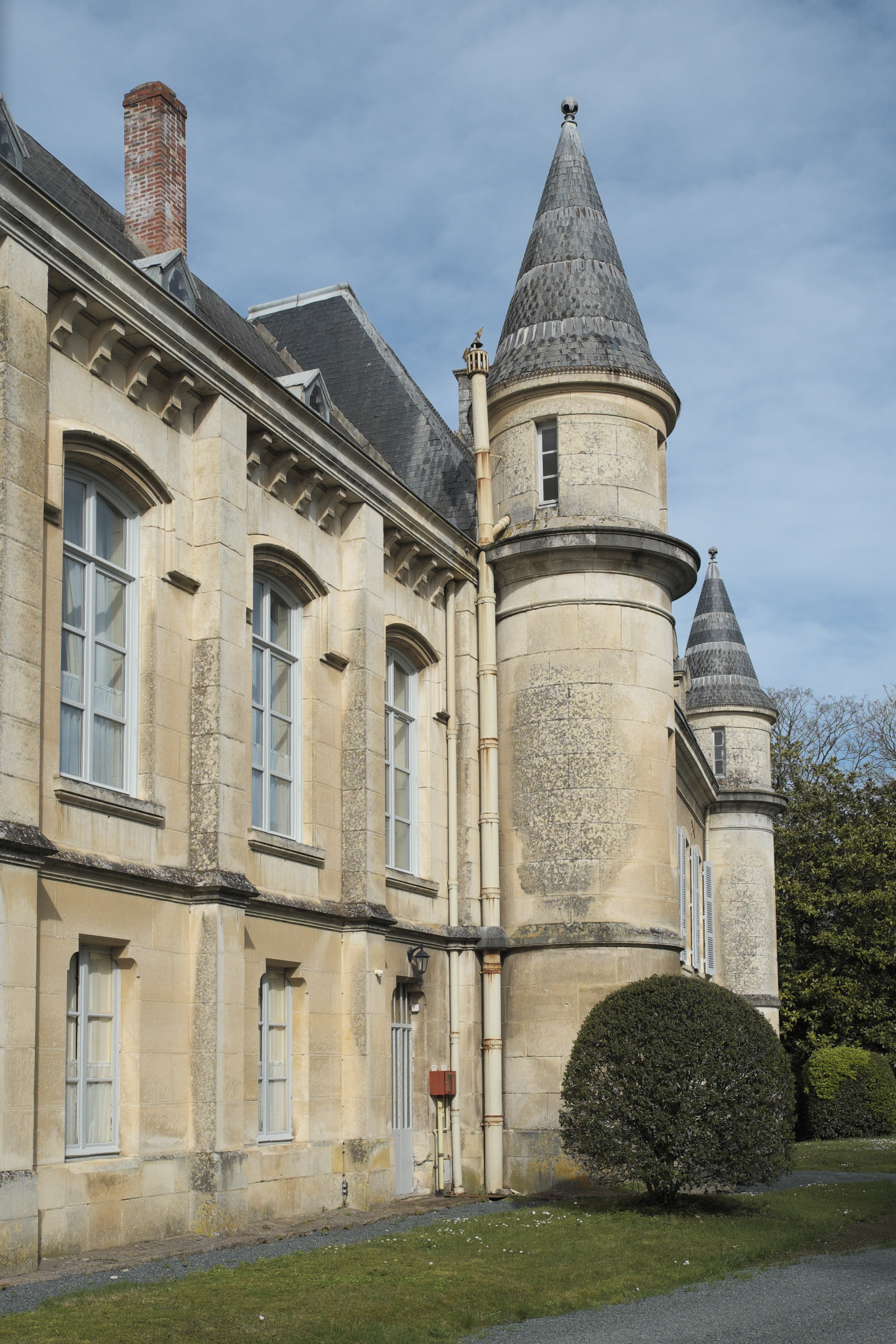
主教宫
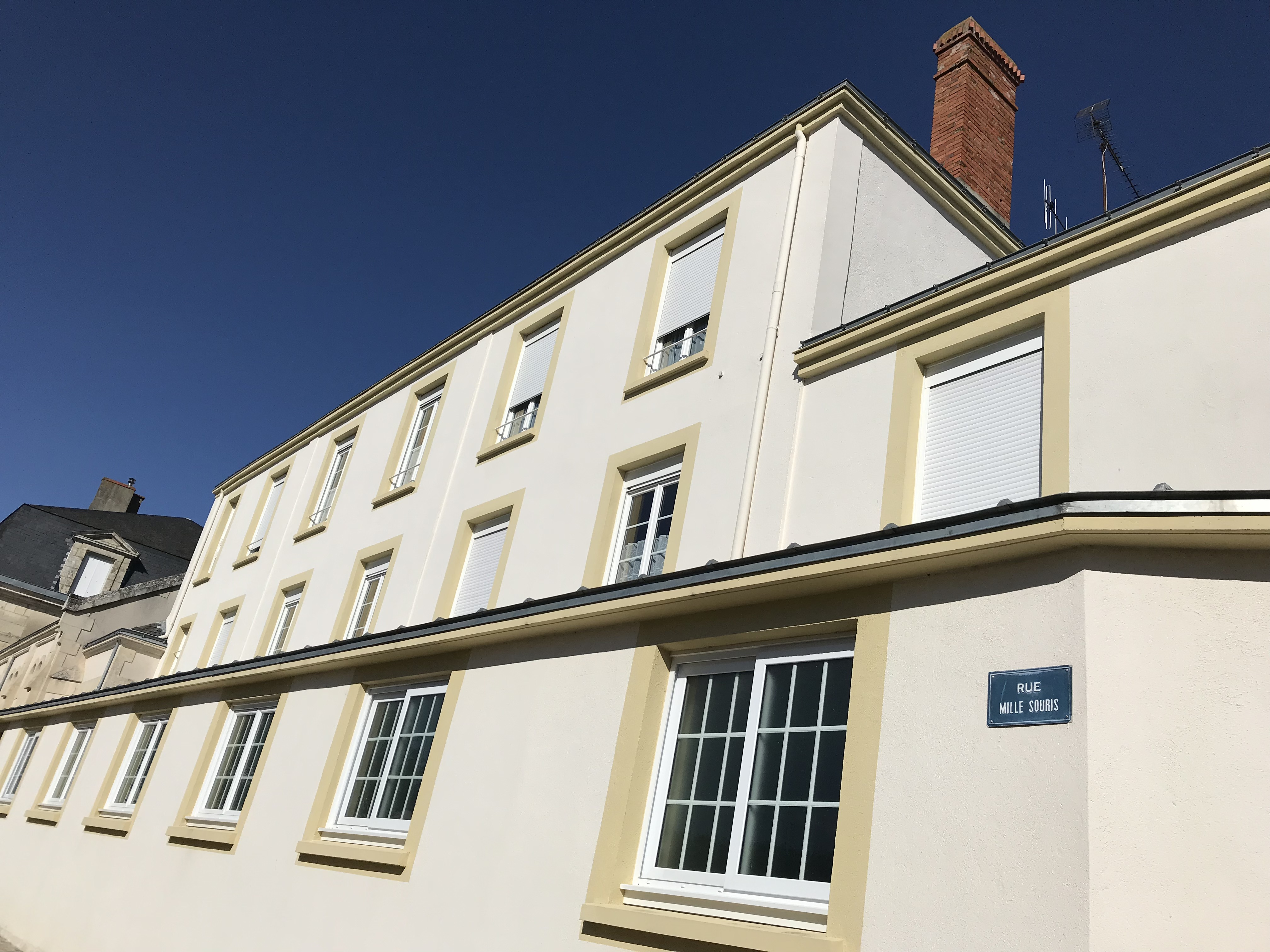
宗教事务局（法语：Missionnaires de la Plaine）
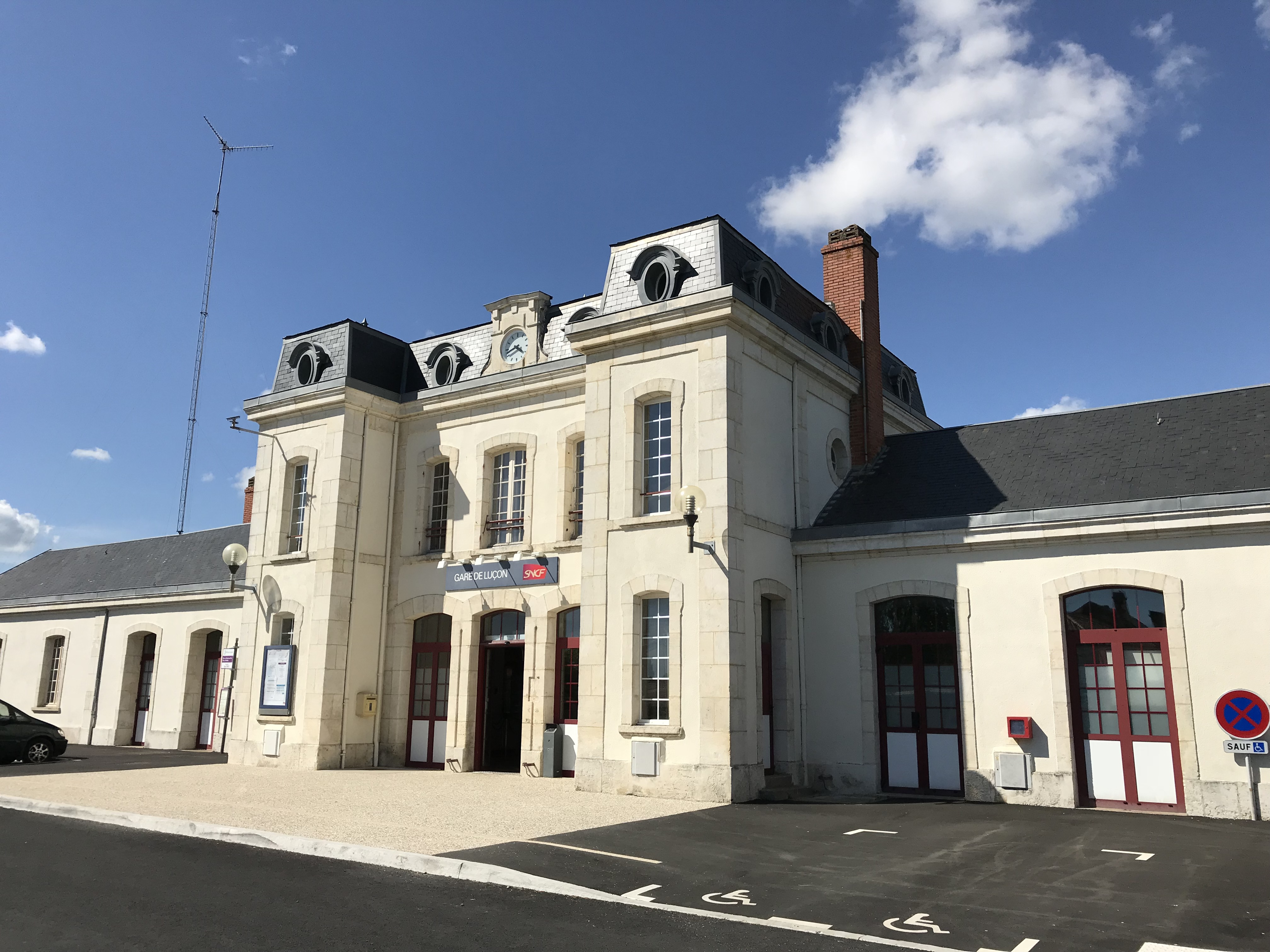
吕松火车站

### 旅游
吕松的旅游事务由其所属的公共社区负责。2020年，吕松境内共有2家酒店共计23间房间；另有2个露营地，可容纳共210辆露营车。

### 媒体
法国主要的媒体均可在吕松接收，法国电视三台下属的卢瓦尔河地区大区频道在部分时段播出吕松所属区域的地方新闻。

## 相关人物
法国男子击剑运动员乔治·德拉法莱兹和现代作家弗朗索瓦·贝戈多出生于吕松。

## 友好城市
截至2021年5月，吕松共与两座城市互为友好城市关系：
- 瑞典 厄斯特罗克
- 法國 黎塞留